# Antilocapra
Antilocapra és un gènere de mamífers artiodàctils de la família dels antilocàprids endèmics de Nord-amèrica. Aparegué al principi del Plistocè, fa uns 2,6 milions d'anys. Conté una espècie vivent, l'antílop americà (A. americana), i una d'extinta, A. pacifica, totes dues presents al Canadà, els Estats Units i Mèxic. És l'últim representant d'una radiació evolutiva que havia arribat a dominar els nínxols ecològics d'herbívors al continent. Les espècies d'aquest grup tenen les dents molars superiors més petites que les dels seus parents extints del gènere Tetrameryx. El nom genèric Antilocapra significa ‘cabra antílop’.